# Isomaltulose

SNFG-Darstellung von Isomaltulose

Isomaltulose (Markenname Palatinose) ist ein natürlich vorkommendes süßlich schmeckendes Kohlenhydrat aus der Gruppe der Disaccharide.
Das Disaccharid Isomaltulose besteht aus Glukose und Fruktose. Isomaltulose wird aufgrund seiner physiologischen Stoffwechseleigenschaften auch als ein langsam verfügbares Kohlenhydrat bezeichnet.
Dies beruht auf der Tatsache, dass Isomaltulose im Vergleich zu herkömmlichem Zucker langsamer aufgespalten und aufgenommen wird. Dies liegt wiederum daran, dass bei Isomaltulose Glukose und Fruktose über eine stabilere, langsamer gespaltene α-1,6-glukosidische Bindung verknüpft sind, während es bei der auch als Haushaltszucker bekannten Saccharose eine leichter und schneller gespaltene α-1,2-glukosidische Bindung ist.
Durch die im Vergleich zu Saccharose und den meisten anderen Kohlenhydraten verzögerte Spaltung von Isomaltulose steigt auch die Blutglukosekonzentration nach Zufuhr deutlich langsamer an. Der Blutzuckerspiegel bleibt damit auch über eine längere Zeit stabil und die aus der Isomaltulose gewonnene Energie dem Körper über eine längere Zeit erhalten.
Wie Saccharose wird auch Isomaltulose im Organismus zu Glukose und Fruktose verdaut. Isomaltulose zählt somit zu den vollständig verdaulichen Kohlenhydraten, das heißt, der Körper kann sie zur Gänze als Nährstoff zur Energieversorgung nutzen.
Isomaltulose wird jedoch nicht wesentlich von den Bakterien der Mundflora verdaut bzw. genutzt und gilt daher als zahnfreundlich.

## Vorkommen

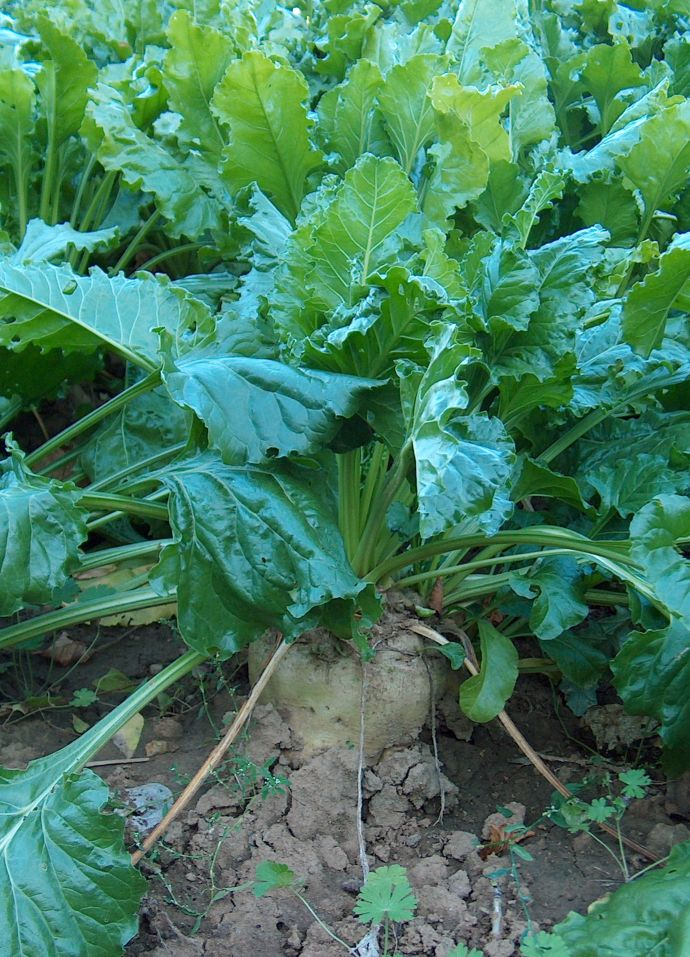
Die Zuckerrübe [Beta vulgaris subsp. vulgaris (Altissima-Gruppe)] enthält viel Saccharose, Ausgangsstoff für Isomaltulose.

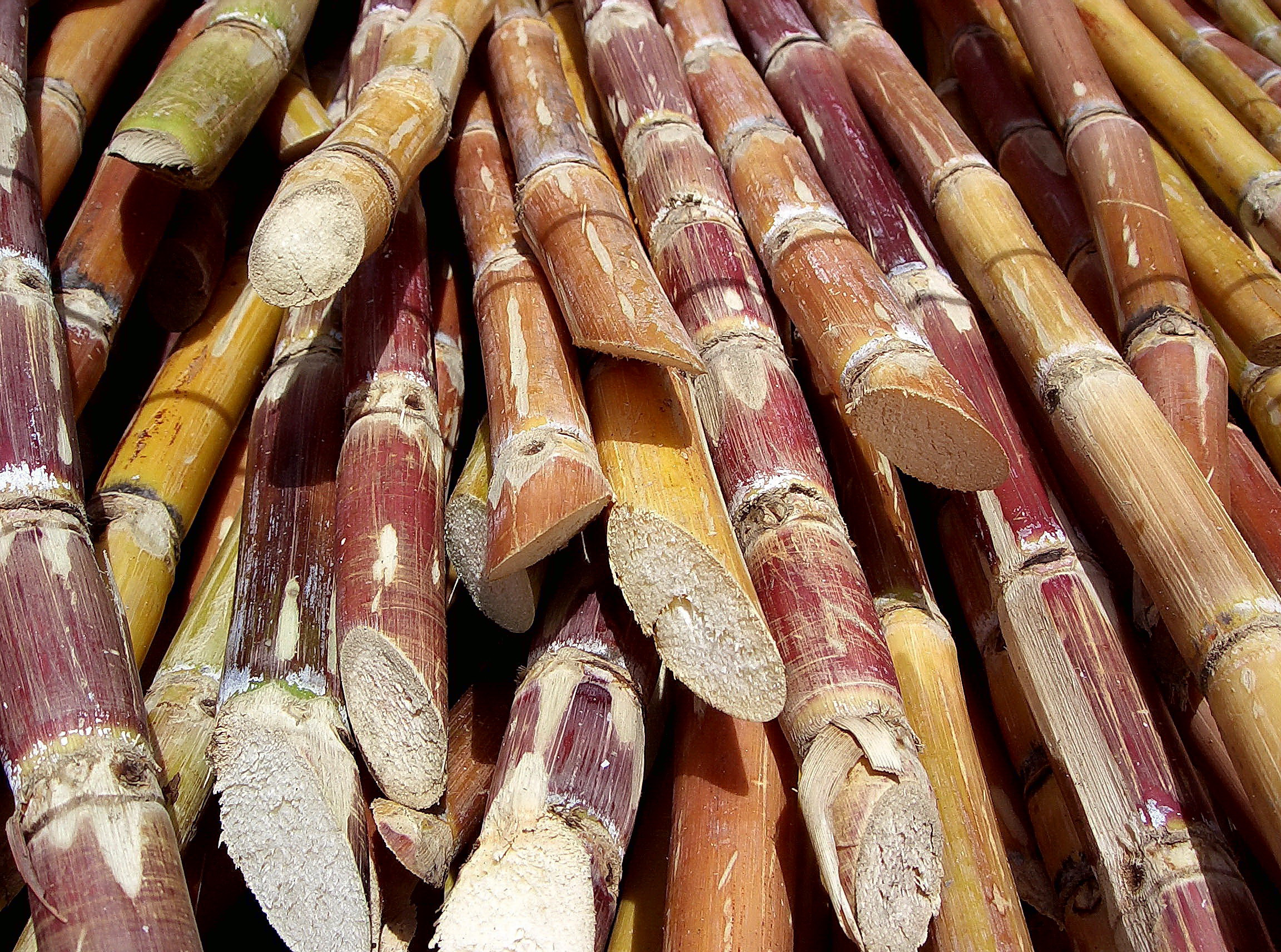
Geschnittenes Zuckerrohr (Saccharum officinarum) enthält neben reichlich Saccharose auch Isomaltulose.

Isomaltulose wird kommerziell enzymatisch aus Saccharose (Rübenzucker) über eine bakterielle Fermentation gewonnen. Sie ist neben dem Isomer Maltulose auch als natürlicher Bestandteil von Honig oder Zuckerrohr bekannt.

## Geschichte
Isomaltulose wurde erstmals 1957 im Zentrallaboratorium der Südzucker AG in Neuoffstein/Pfalz (daher der Markenname Palatinose) dargestellt. Seither wurde Isomaltulose hinsichtlich seiner physiologischen und physikalischen Eigenschaften ausführlich beschrieben und findet heute als Alternative zu herkömmlichen Zuckern in verschiedenen Lebensmitteln Anwendung: In Japan seit 1985, in der EU seit 2005, in den USA seit 2006 und in Australien und Neuseeland seit 2007, sowie in zahlreichen weiteren Ländern weltweit. Analytische Methoden zur Charakterisierung und Spezifizierung von Isomaltulose sind zum Beispiel im Food Chemicals Codex beschrieben.

## Eigenschaften
In der Ernährung dient Isomaltulose als Nährstoff und Energielieferant, wobei vor allem die Stoffwechseleigenschaften als langsam verfügbares Kohlenhydrat ernährungsphysiologisch interessant sind.
In Lebensmitteln werden sowohl Isomaltulose als auch Saccharose zum Süßen verwendet. Die natürliche Süße von Isomaltulose kommt der des Haushaltszuckers (Saccharose) sehr nahe; Isomaltulose hat jedoch nur etwa die halbe Süßkraft. Die Gemeinsamkeiten erstrecken sich zudem auch auf physikalische Eigenschaften und die Möglichkeiten der Verarbeitung, sodass Isomaltulose in bestehenden Rezepturen und Prozessen im Austausch oder in Kombination mit Saccharose verwendet werden kann.
Übersichtsartikel zu den physikalischen und physiologischen Eigenschaften von Isomaltulose (Palatinose™) wurden von Sentko and Willibald-Ettle 2012; Sentko and Bernard 2011 oder Maresch et al. 2017 veröffentlicht.

### Verfügbares Kohlenhydrat
Isomaltulose wird im menschlichen Körper vollständig verdaut und resorbiert. Sie wird dabei von dem in der Darmwand vorkommenden Verdauungsenzym Isomaltase gespalten. Die resultierenden Verdauungsprodukte Glukose und Fruktose werden ins Blut aufgenommen und folgen dann denselben Stoffwechselwegen im Körper, vergleichbar der Verdauung von Saccharose. Während Fruktose erst in der Leber zu Glucose umgewandelt werden muss, wird Glukose direkt aus dem Dünndarm über das Blut im Körper verteilt und dient am Zielort im zellulären Stoffwechsel als direkte oder indirekte Energiequelle (d. h. nach vorheriger Speicherung in Form von Glykogen in Körpergewebe und insbesondere im Skelettmuskel).
Genau wie Zucker wird Isomaltulose vollständig verstoffwechselt und weist daher denselben physiologischen Brennwert von 16,7 kJ/g (4 kcal/g) auf.

### Langsame und länger anhaltende Energiefreisetzung
Isomaltulose ist ein langsam verfügbares Kohlenhydrat. Die Ursache hierfür liegt in der langsameren Spaltung durch die Verdauungsenzyme im Dünndarm. Obwohl Saccharose und Isomaltulose am gleichen Saccharase-Isomaltase-Enzymkomplex gespalten werden, haben verschiedene Studien gezeigt, dass die Spaltung von Isomaltulose an der Isomaltase-Seite sehr viel langsamer erfolgt, als die Spaltung von Saccharose an der Saccharase-Seite (Unterschied in Vmax um den Faktor 4 bis 5).
Aufgrund der langsamen enzymatischen Spaltung erreichen größere Mengen intakter Isomaltulose weiter hinten liegende Dünndarmabschnitte. Dies spiegelt sich auch in der unterschiedlichen Freisetzung von Inkretinhormonen nach Verzehr von Isomaltulose im Vergleich zu Saccharose wider: Das Hormon GIP (Glukoseabhängiges Insulinotropes Peptid), das im oberen Dünndarmabschnitten freigesetzt wird, wird nach Verzehr von Isomaltulose in deutlich geringeren Mengen ausgeschüttet als nach Verzehr von Saccharose. Die Ausschüttung des Hormon GLP-1 (Glucagon-like Peptide 1) in hinteren Dünndarmabschnitten ist nach Verzehr von Isomaltulose hingegen deutlich höher als nach Saccharosezufuhr.
Die Bereitstellung der Kohlenhydratenergie aus Isomaltulose ist daher länger als die aus Saccharose. Die damit verbundene gleichmäßigere und länger anhaltende Freisetzung von Glukose ins Blut zeigt sich auch in einem stabileren Verlauf des Blutglukosespiegels. Dem Körper steht daher die Energie aus diesem Kohlenhydrat über einen längeren Zeitraum zur Verfügung.

### Niedrige Blutglukose- und Insulinwirkung
Aufgrund der verzögerten Resorption von Isomaltulose steigt der Blutzuckerspiegel nach dem Verzehr von Isomaltulose deutlich langsamer und insgesamt weniger stark an. Dies hat eine stabilere und in der Spitze geringere Wirkung auf den Blutglukosespiegel und damit auch auf die nachfolgende Insulinausschüttung.
Der Glykämische Index (GI) von Isomaltulose beträgt 32. Dieser Wert ist in der GI-Datenbank für Isomaltulose (Palatinose) gelistet. Der GI von 32 ist niedrig im Vergleich zu einem GI von 67 für Saccharose und einem GI von 100 für Glukose und klassifiziert Isomaltulose entsprechend als „niedrig glykämisches“ Kohlenhydrat.
Die niedrige Blutglukosewirkung von Isomaltulose ist in zahlreichen Studien nachgewiesen und für verschiedene Bevölkerungsgruppen wie Gesunde, Übergewichtige und Adipöse, sowie Prädiabetiker und Diabetiker vom Typ 1 und Typ 2 bestätigt worden.
Übereinstimmende Ergebnisse hinsichtlich der niedrigeren Blutglukosewirkung von Isomaltulose und, sofern ebenfalls bestimmt, der damit einhergehenden niedrigeren Insulinausschüttung konnten in diesen Studien bestätigt werden. Auch die vermehrte Freisetzung des Inkretinhormons GLP-1 trägt zu einem geringen Blutglukoseanstieg nach Zufuhr von Isomaltulose bei.
Die niedrig glykämische Eigenschaft von Isomaltulose und das damit einhergehende Potenzial, bei Austausch von Zuckern durch Isomaltulose die Blutzuckerwirkung eines Lebensmittels zu senken, sind in der Europäischen Gesetzgebung anerkannt. Die Verwendung einer entsprechenden gesundheitsbezogenen Angabe auf Lebensmittelprodukten ist im EU-Recht über den Anhang der Verordnung (EU) 432/2012 (EU 2016) geregelt und basiert auf der positiven wissenschaftlichen Bewertung der Europäischen Behörde für Lebensmittelsicherheit (EFSA Panel on Dietetic Products, Nutrition and Allergies 2011).

### Verbesserung der Blutglukosekontrolle
Eine Reduzierung unerwünscht hoher Glukosekonzentrationen im Blut durch eine gezielte Auswahl von Lebensmitteln mit niedriger oder reduzierter glykämischer/insulinämischer Wirkung kann eine positive, unterstützende Rolle in der diätetischen Vorbeugung und Handhabung von Diabetes mellitus, kardiovaskulären Erkrankungen und möglicherweise von Übergewicht und Adipositas spielen. Zu diesem Ergebnis kam auch das Gutachten des „International Carbohydrate Quality Consortium“.
In einer Studie mit kontinuierlicher Blutglukosemessung über 24 Stunden konnte gezeigt werden, dass sich mit einer Isomaltulose-haltigen Ernährung im Vergleich zu einer Saccharose-haltigen Ernährung das Blutglukoseprofil über den Tag signifikant reduzieren ließ. Isomaltulose als Austausch für Saccharose und viele andere Kohlenhydrate kann daher die Blutglukosewirkung von Lebensmitteln reduzieren. Einige Langzeitstudien deuten auch auf entsprechende Verbesserungen von Blutzuckerwerten und Fettstoffwechselwerten hin.

### Wirkung auf die Fettverbrennung
Im Vergleich zu anderen Kohlenhydraten geht der Verzehr von Isomaltulose mit einer höheren Fettverbrennungsrate (Fettoxidation) und einer geringeren Fettspeicherungsrate einher.
Dies lässt sich dadurch erklären, dass nach Verzehr von Isomaltulose die Blutglukose und vor allem auch der Insulinspiegel aufgrund des niedrigen glykämischen Index geringer ansteigt als nach der Aufnahme von hoch-glykämischen Kohlenhydraten. Da höhere Insulinspiegel die Fettoxidation hemmen, führt eine geringere Insulinausschüttung zu einer erhöhten Fettoxidationsrate. Die geringere Insulinkonzentration führt auch dazu, dass in der Leber weniger Triglyzeride gebildet und im Fettgewebe gespeichert werden, ein Prozess, der die höhere Fettverbrennung und die geringere Fetteinlagerung noch weiter unterstützt.
Entsprechend konnte eine höhere Fettoxidation nach Zufuhr von Isomaltulose im Vergleich zu höher glykämischen Kohlenhydraten in zahlreichen Studien mit jeweils unterschiedlichem Fokus belegt werden.

#### Gewichtskontrolle und Körperzusammensetzung
In Hinblick auf eine mögliche Gewichtsreduktion haben einige Studien die Wirkung des Zuckeraustauschs durch Isomaltulose in Mahlzeiten und Getränken untersucht. Der Focus lag hier zumeist auf der Stoffwechselbeeinflussung bei gesunden oder übergewichtigen bzw. adipösen Erwachsenen mit normaler oder gestörter Glukosetoleranz. Langzeitstudien deuten an, dass ein vermehrter Austausch von hoch-glykämischen Kohlenhydraten durch Isomaltulose zumindest im Bereich des Bauchfetts zu einer Reduktion der Fettmasse führen kann. Entsprechend nahm das viszerale Fett ab, wenn Zucker oder Frühstückskalorien durch Isomaltulose ersetzt wurden. Zumindest teilweise wurde dies auf eine niedrigere GIP- und eine höhere GLP-1-Antwort zurückgeführt, da Isomaltulose langsamer verdaut und dadurch erst im hinteren Dünndarmabschnitt resorbiert wird.

#### Körperliche Aktivität und Sporternährung
Andere Studien haben mögliche Vorteile einer längeren Freisetzung von Kohlenhydratenergie aus Isomaltulose im Vergleich zu anderen Kohlenhydraten bei körperlicher Aktivität untersucht. Die Nutzung von Isomaltulose anstelle anderer Kohlenhydrate führte auch im Ausdauersport zu einer höheren Fettoxidationsrate. Dies kann den Trainingseffekt im Ausdauerbereich begünstigen und die Glykogenreserven schonen. Abgesehen davon haben Versuche mit einem Proteingetränk zur Regeneration nach dem Sport gezeigt, dass der Zusatz von Isomaltulose und einem Nahrungsergänzungsmittel (β-Hydroxy-β-Methylbutyrat) die Regeneration nach Kraftsport unterstützen kann, indem es zur Reduzierung von Muskelschädigungen und zur Verbesserung der sportlichen Leistung betragen kann.

#### Sportliche Aktivität bei Typ-1-Diabetikern
Versuche mit Typ-1-Diabetikern haben gezeigt, dass der Verzehr von Isomaltulose anstelle von Glukose als moderate Kohlenhydratgabe vor einer Sporteinheit zu einer Verbesserung der Blutglukosekontrolle führen und dabei einen Schutz vor Hypoglykämie geben kann, während gleichzeitig die Laufleistung aufrechterhalten werden konnte. Das reduzierte Risiko für eine Sport-induzierte Hypoglykämie liegt teils in dem bis zu 50 % geringeren Insulinbedarf mit Isomaltulose begründet, teils in der höheren Fettoxidation im Energiestoffwechsel, welches die Glykogenspeicher schont und damit dem Risiko der Hypoglykämie entgegenwirkt.

### Kognitive Leistungsfähigkeit (Stimmung und Erinnerungsleistung)
Kohlenhydrate und deren Glukoseversorgung können die kognitive Leistungsfähigkeit beeinflussen. Inwieweit gerade in der späten Phase nach einer Mahlzeit die länger anhaltende Glukosefreisetzung aus Isomaltulose dabei von Vorteil sein kann, wurde ebenfalls wissenschaftlich untersucht. Entsprechend haben Studien den Verzehr von Isomaltulose oder höher glykämischen Kohlenhydraten als Bestandteil eines Frühstücks in gesunden Kindern, Erwachsenen und älteren Personen verglichen und dabei Verbesserungen mit Isomaltulose auf die Stimmung und die Erinnerungsleistung beobachtet.

### Zahngesundheit
Isomaltulose wurde von der FDA und der EFSA als zahnfreundlich eingestuft. Die Fermentation von Kohlenhydraten durch Mundbakterien ist für die Bildung von Zahnbelag und Säuren verantwortlich, die die Demineralisierung von Zähnen und die Bildung von Karies verursachen. Isomaltulose hält der Nutzung und Fermentation durch Mundbakterien größtenteils Stand und zeigte bei einem pH-Metrie-Test keine wesentliche Säurebildung auf der Zahnoberfläche. Diese wissenschaftliche Evidenz bildet die Grundlage für den „zahnfreundlich“-Claim, der in den USA von der amerikanischen Food and Drug Administration (FDA) zugelassen ist. Auch in der EU ist die Verwendung einer entsprechenden Angabe auf Lebensmittelprodukten über den Anhang der Verordnung (EU) 432/2012 (EU 2016) zugelassen, basierend auf dem positiven wissenschaftlichen Gutachten der Europäischen Behörde für Lebensmittelsicherheit (EFSA Panel on Dietetic Products, Nutrition and Allergies 2011).

## Rechtliche Zulassung
Die rechtliche Zulassung für die Verwendung von Isomaltulose in Lebensmitteln und Getränken ist in vielen Regionen geklärt. Zum Beispiel hat die US-amerikanische Food and Drug Administration Isomaltulose als GRAS (Generally Recognised As Safe) anerkannt. In der Europäischen Union ist Isomaltulose als neuartiges Lebensmittel (Novel Food) zugelassen. In Japan hat Isomaltulose den Status FOSHU (Food for Specific Health Use).

## Anwendung
Isomaltulose wird aufgrund verschiedener Eigenschaften in Lebensmitteln, Getränken und Gesundheitsprodukten verwendet. Isomaltulose hat ein zuckerähnliches Geschmacksprofil mit etwa der halben Süßkraft von Saccharose und keinen Nachgeschmack. Sie ist gering hygroskopisch, d. h. sie nimmt wenig Feuchtigkeit aus der Umgebung auf und wird aufgrund dessen beispielsweise in Instantgetränken verwendet. Außerdem hat Isomaltulose eine hohe Stabilität bei der Lebensmittelherstellung, -verarbeitung und -lagerung, sowie in stark saurem Milieu oder unter Bedingungen, die Bakterienwachstum fördern.
Beispiele für die Verwendung von Isomaltulose in Lebensmittelprodukten sind: Backwaren, Gebäckglasuren, Frühstückszerealien, Müsliriegel, Milchprodukte, Süßigkeiten (z. B. Schokolade, Gummiwaren, Kaubonbons, Kaugummis), gefrorene Desserts, Fruchtsaftgetränke, Malzgetränke, Sportgetränke, Energiegetränke, Instantgetränke sowie spezielle und klinische Nahrung.